# Crateromorpha murrayi
Crateromorpha murrayi är en svampdjursart som beskrevs av Schulze 1886. Crateromorpha murrayi ingår i släktet Crateromorpha och familjen Rossellidae. Inga underarter finns listade i Catalogue of Life.